# Símbolo de riesgo químico
Según la legislación de España los actuales pictogramas que representan la peligrosidad de los diferentes productos químicos, son los siguientes:

## Resumen de los símbolos de riesgo químico
| Símbolo                          | Significado (Definición y Precaución) | Ejemplos                                                                          |
| -------------------------------- | --- | --------------------------------------------------------------------------------- |
| Corrosivo                        | Definición: Estos productos químicos causan destrucción de tejidos vivos y/o materiales inertes. Precaución: No inhalar y evitar el contacto con la piel, ojos y ropas. | - Ácido clorhídrico - Ácido fluorhídrico - Hidróxido de potasio - Ácido sulfúrico |
| Explosivo                        | Definición: Sustancias y preparaciones que pueden explotar bajo efecto de una llama o que son más sensibles a los choques o fricciones que el dinitrobenceno. Precaución: Evitar golpes, sacudidas, fricción, flamas o fuentes de calor. | - Nitroglicerina - flúor                                                          |
| Comburente                       | Definición: Sustancias que tienen la capacidad de incendiar otras sustancias, facilitando la combustión e impidiendo el combate del fuego. Precaución: Evitar su contacto con materiales combustibles. | - Oxígeno - Nitrato de potasio - Peróxido de hidrógeno                            |
| Inflamable                       | Definición: Sustancias y preparaciones que pueden calentarse y finalmente inflamarse en contacto con el aire a una temperatura normal sin necesidad de energía, o que pueden inflamarse fácilmente por una breve acción de una fuente de inflamación y que continúan ardiendo o consumiéndose después de haber apartado la fuente de inflamación, o inflamables en contacto con el aire a presión normal, o que, en contacto con el agua o el aire húmedo, emanan gases fácilmente inflamables en cantidades peligrosas. Precaución: Evitar contacto con materiales ignitivos (aire, agua). | - Hidrógeno - Etino - Éter etílico - Etanol - Acetona                             |
| Gas                              | Clasificación: Sustancias gaseosas comprimidas, líquidas o disueltas, contenidas a presión de 200 kPa o superior, en un recipiente que pueden explotar con el calor. Precaución: No lanzar nunca al fuego. | - Botellas de gas a presión - Insecticidas caseros - Ambientadores caseros        |
| Irritación cutánea               | Clasificación: Sustancias y preparaciones que por penetración cutánea, pueden implicar riesgos graves, agudos o crónicos en la salud. Precaución: Todo el contacto con el cuerpo humano debe ser evitado. | - Amoniaco - Lejia                                                                |
| Tóxicidad aguda                  | Definición: Sustancias y preparaciones que por inhalación, ingesta o absorción a través de la piel, provoca graves problemas de salud e incluso la muerte. Precaución: Todo el contacto con el cuerpo humano debe ser evitado. | - Cianuro - Trióxido de arsénico - Metanol                                        |
| Peligroso por aspiración         | Definición: Sustancias y preparaciones que, por inhalación, ingestión o penetración cutánea, pueden implicar riesgos a la salud graves o agudos. Precaución: Debe ser evitado el contacto con el cuerpo humano, así como la inhalación de los vapores. | - Metanol - Monóxido de carbono - Cloro                                           |
| Peligroso para el medio ambiente | Definición: El contacto de esa sustancia con el medio ambiente puede provocar daños al ecosistema a corto o largo plazo. Manipulación: Debido a su riesgo potencial, no debe ser liberado en las cañerías, en el suelo o el medio ambiente. | - Benceno - Cianuro de potasio - Lindano                                          |

## Pictogramas actuales y antiguos
Aunque desde el año 2010 ya es obligatorio el etiquetado de los envases de productos químicos con los pictogramas de peligrosidad actualmente vigentes, todavía es posible encontrar muchas sustancias que se envasaron con anterioridad y que, por tanto, conservan los pictogramas antiguos, aun así muchos botes de productos químicos como es el caso de las lejías no ponen el nombre.  viejos símbolos con los actuales:

Relación de los actuales pictogramas de peligrosidad de los productos químicos con los antiguos